# Obljaj
Obljaj (serbisch-kyrillisch Обљај) ist ein Dorf im Nordwesten von Bosnien und Herzegowina. Es gehört zur Gemeinde Bosansko Grahovo im Kanton 10 der Föderation Bosnien und Herzegowina. Der Ort liegt auf 800 Metern Meereshöhe in einem äußerst dünn besiedelten Polje östlich des Ortszentrums von Bosansko Grahovo.
Aus Obljaj stammte Gavrilo Princip (1894–1918), der Attentäter von Erzherzog Franz Ferdinand von Österreich im Vorfeld des Ersten Weltkrieges. Sein rekonstruiertes Geburtshaus dient als Museum.
Zur Volkszählung 1991 hatte der Ort 193 Einwohner. Davon bezeichneten sich 162 als Serben, 25 als Kroaten und 5 als Jugoslawen.

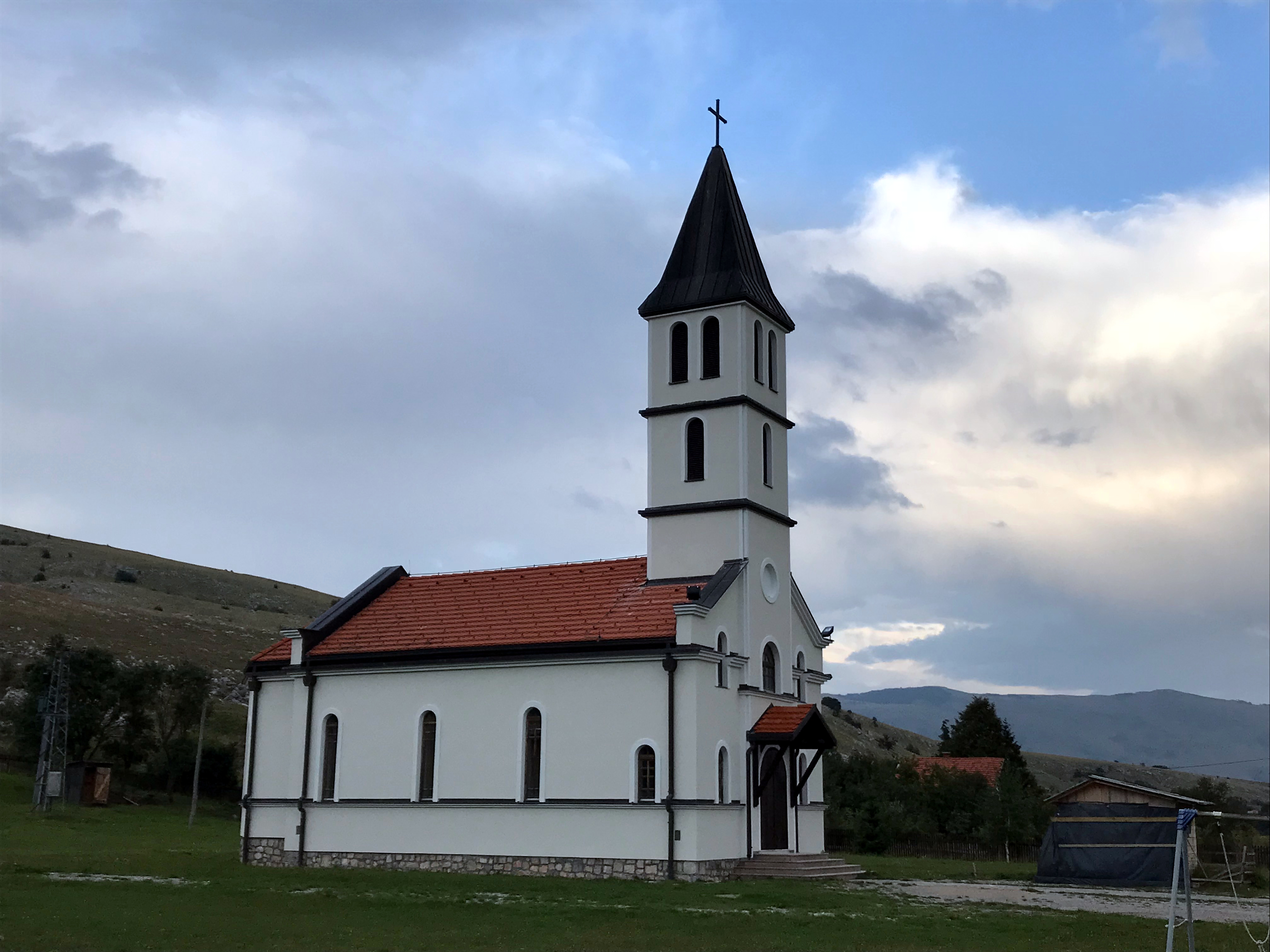
Römisch-katholische Kirche
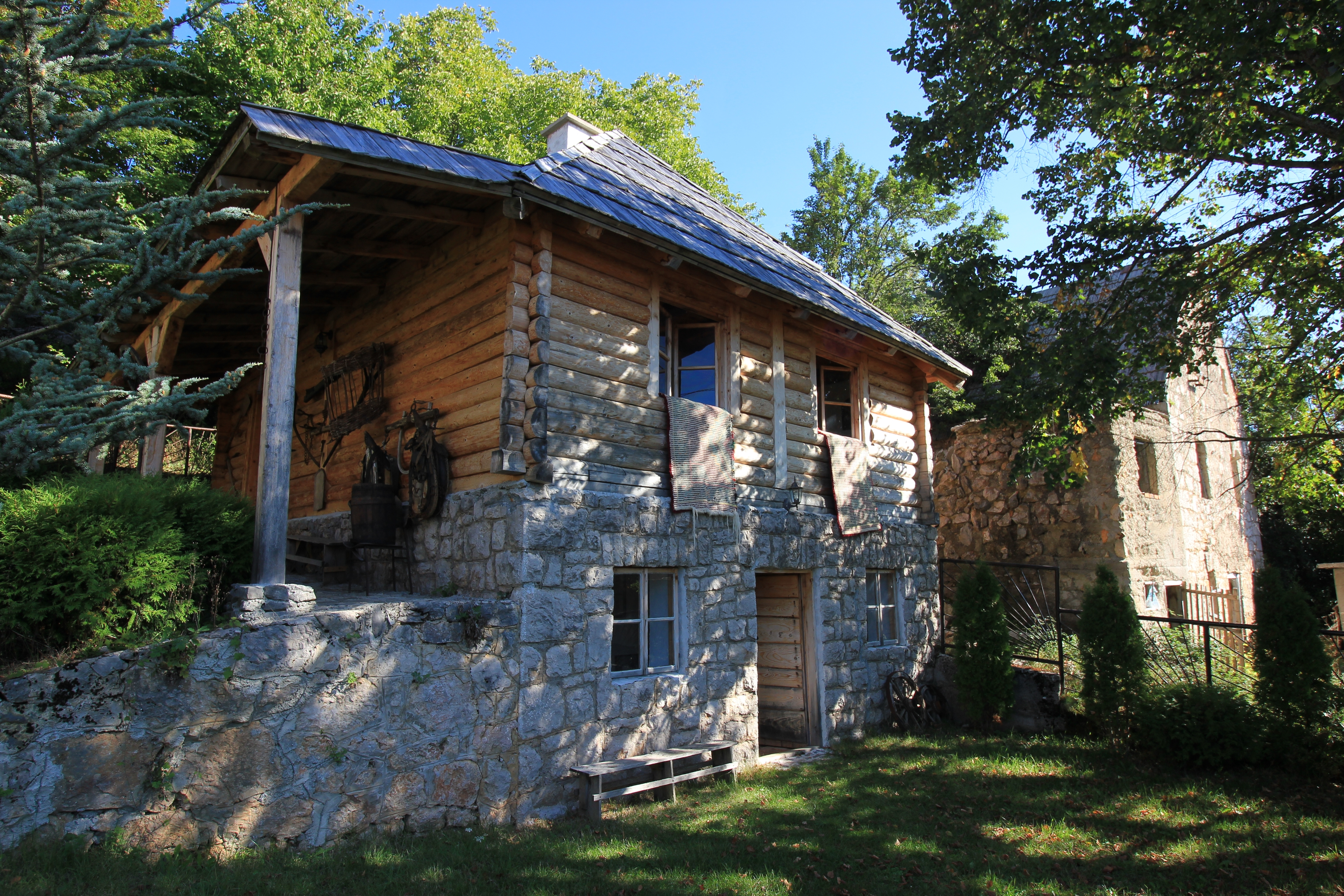
Rekonstruiertes Geburtshaus von Gavrilo Princip